# Бобрик, Геннадий
Геннадий Н. Бобрик (род. 1940) — советский хоккеист, нападающий.

## Биография
Выступал за молодёжную команду «Кировец» Ленинград (1958/59), в сезоне 1961/62 провёл за клуб в чемпионате СССР 25 матчей, забил две шайбы. Играл а чемпионате РСФСР за «Металлург» Череповец (1962/63) и «Металлург» Березники (1963/64).